# Centro Comercial Alcalá Norte
Alcalá Norte es un centro comercial ubicado en el cruce entre la calle de Alcalá y la calle de los Hermanos García Noblejas, en el distrito de Ciudad Lineal (Madrid).

## Historia
Fue creado en noviembre de 1999 contando con una superficie comercial de 15.000 m², en los cuales destaca la tienda ancla Ahorramás.

## Accesos
Dispone de dos entradas de acceso, la principal (puerta norte) desde la calle de Alcalá en la esquina con calle de los Hermanos García Noblejas (situado en el lado este y en donde se encuentran las oficinas del centro comercial), y la otra (puerta sur) en la travesía Vázquez de Mella junto a la calle Hermanos García Noblejas (en la que también se accede al aparcamiento subterráneo). En la parte oeste del edificio se encuentra la zona de carga y descarga para proveedores en la calle Alfonso Paso. El centro consta de tres plantas comerciales que cuentan con tiendas variadas (con la mitad de locales vacíos o en liquidación) y una de ocio y restauración en la que se encuentran los cines Odeon con 8 salas.
El centro comercial está comunicado a través de varias líneas de autobús urbano: 4, 38, 48, 70, 77, 104, 105, 109, 113 y la línea nocturna N5. Además, cuenta con servicio de autobús interurbano mediante las líneas 286, 288, 289 y la nocturna N203. En cuanto al servicio del Metro de Madrid, está comunicada mediante la estación de Ciudad Lineal.